# Coronilla varia
Coronilla varia L., 1753 è una pianta erbacea appartenente alla famiglia delle Leguminose o Fabaceae.

## Descrizione
È una pianta perenne, alta 40–70 cm, con fusti prostrati o ascendenti, ramosi.
Le foglie, imparipennate, hanno 8-11 paia di segmenti, ellittici, lunghi sino a 11 mm.
L'infiorescenza è un ombrella con 10-20 fiori con calice corto, conico e corolla rosea, più colorita sul grande petalo centrale superiore (vessillo). Fiorisce tra giugno ed agosto.

## Distribuzione e habitat
La specie è diffusa in Europa e Medio Oriente.
È considerata una specie invasiva in molti stati degli Stati Uniti d'America.
Cresce nelle radure erbose e nei boschi radi fino a 1500 m.

## Proprietà
È annoverata tra le piante velenose per la presenza in tutte le sue parti di un glucoside tossico, la catartina.